# Каркара (Ширганацький сільський округ)
Каркара́ (каз. Қарқара) — село у складі Кегенського району Алматинської області Казахстану. Входить до складу Ширганацького сільського округу.
Населення — 237 осіб (2021; 446 у 2009, 417 у 1999, 620 у 1989).